# Андре Міллер
Андре Ллойд Міллер (англ. Andre Lloyd Miller, нар. 19 березня 1976, Лос-Анджелес, Каліфорнія, США) — американський професіональний баскетболіст, що грав на позиції розігруючого захисника за низку команд НБА. Гравець національної збірної США.

## Ігрова кар'єра
На університетському рівні грав за команду Юта (1995–1999). На останньому курсі навчання був визнаний найкращим баскетболістом конференції та потрапив до першої збірної NCAA.
1999 року був обраний у першому раунді драфту НБА під загальним 8-м номером командою «Клівленд Кавальєрс». Захищав кольори команди з Клівленда протягом наступних 3 сезонів. За підсумками свого дебютного сезону був включений до першої збірної новачків НБА. У сезоні 2001-2002 встановив рекорд франшизи, зробивши 882 результативні передачі протягом сезону.
З 2002 по 2003 рік грав у складі «Лос-Анджелес Кліпперс», куди разом з Браянтом Стітом був обміняний на Даріуса Майлза та Гарольда Джеймісона.
2003 року перейшов до «Денвер Наггетс», у складі якої провів наступні 3 сезони своєї кар'єри.
Наступною командою в кар'єрі гравця була «Філадельфія Севенті-Сіксерс», за яку він відіграв 3 сезони.
З 2009 по 2011 рік грав у складі «Портленд Трейл-Блейзерс». 30 січня 2010 року провів найрезультативніший матч у кар'єрі, забивши 52 очки у кошик «Даллас Маверікс». 18 квітня 2010 року встановив особистий рекорд результативності у плей-оф, набравши 31 очко у першому матчі плей-оф проти «Фінікс Санз».
2011 року повернувся до «Денвер Наггетс», куди разом з правами на Джордана Гамільтона був обміняний на Реймонда Фелтона. 3 січня 2013 року у матчі проти «Міннесота Тімбервулвз» набрав своє 15,000-е очко у кар'єрі
Наступною командою в кар'єрі гравця була «Вашингтон Візардс», за яку він відіграв один сезон.
Взимку 2015 року перейшов до складу «Сакраменто Кінгс» в обмін на Рамона Сешнса.
2015 року перейшов до «Міннесота Тімбервулвз». 25 лютого 2016 року був відрахований зі складу команди.
Останньою ж командою в кар'єрі гравця стала «Сан-Антоніо Сперс», до складу якої він приєднався в лютому 2016 року і за яку відіграв решту сезону.

## Статистика виступів в НБА
| * | Лідер ліги |

### Регулярний сезон
| Сезон             | Команда                       | GP    | GS  | MPG  | FG%  | 3P%  | FT%  | RPG | APG   | SPG | BPG | PPG  |
| ----------------- | ----------------------------- | ----- | --- | ---- | ---- | ---- | ---- | --- | ----- | --- | --- | ---- |
| 1999–00           | «Клівленд Кавальєрс»          | 82    | 36  | 25.5 | .449 | .204 | .774 | 3.4 | 5.8   | 1.0 | .2  | 11.1 |
| 2000–01           | «Клівленд Кавальєрс»          | 82    | 82  | 34.7 | .452 | .266 | .833 | 4.4 | 8.0   | 1.5 | .3  | 15.8 |
| 2001–02           | «Клівленд Кавальєрс»          | 81    | 81  | 37.3 | .454 | .253 | .817 | 4.7 | 10.9* | 1.6 | .4  | 16.5 |
| 2002–03           | «Лос-Анджелес Кліпперс»       | 80    | 80  | 36.4 | .406 | .213 | .795 | 4.0 | 6.7   | 1.2 | .1  | 13.6 |
| 2003–04           | «Денвер Наггетс»              | 82    | 82  | 34.6 | .457 | .185 | .832 | 4.5 | 6.1   | 1.7 | .3  | 14.8 |
| 2004–05           | «Денвер Наггетс»              | 82    | 82  | 34.8 | .477 | .154 | .838 | 4.1 | 6.9   | 1.5 | .1  | 13.6 |
| 2005–06           | «Денвер Наггетс»              | 82*   | 82  | 35.8 | .463 | .185 | .738 | 4.3 | 8.2   | 1.3 | .2  | 13.7 |
| 2006–07           | «Денвер Наггетс»              | 23    | 23  | 35.7 | .472 | .250 | .729 | 4.5 | 9.1   | 1.6 | .2  | 13.0 |
| 2006–07           | «Філадельфія Севенті-Сіксерс» | 57    | 56  | 37.6 | .464 | .053 | .808 | 4.4 | 7.3   | 1.3 | .1  | 13.6 |
| 2007–08           | «Філадельфія Севенті-Сіксерс» | 82*   | 82  | 36.8 | .492 | .088 | .772 | 4.0 | 6.9   | 1.3 | .1  | 17.0 |
| 2008–09           | «Філадельфія Севенті-Сіксерс» | 82*   | 82  | 36.3 | .473 | .283 | .826 | 4.5 | 6.5   | 1.3 | .2  | 16.3 |
| 2009–10           | «Портленд Трейл-Блейзерс»     | 82*   | 66  | 30.5 | .445 | .200 | .821 | 3.2 | 5.4   | 1.1 | .1  | 14.0 |
| 2010–11           | «Портленд Трейл-Блейзерс»     | 81    | 81  | 32.7 | .460 | .108 | .853 | 3.7 | 7.0   | 1.4 | .1  | 12.7 |
| 2011–12           | «Денвер Наггетс»              | 66*   | 7   | 27.4 | .438 | .217 | .811 | 3.3 | 6.7   | 1.0 | .1  | 9.7  |
| 2012–13           | «Денвер Наггетс»              | 82*   | 11  | 26.2 | .479 | .266 | .840 | 2.9 | 5.9   | .9  | .1  | 9.6  |
| 2013–14           | «Денвер Наггетс»              | 30    | 2   | 19.0 | .458 | .500 | .745 | 2.4 | 3.3   | .5  | .2  | 5.9  |
| 2013–14           | «Вашингтон Візардс»           | 28    | 0   | 14.7 | .460 | .667 | .833 | 2.0 | 3.5   | .7  | .1  | 3.8  |
| 2014–15           | «Вашингтон Візардс»           | 51    | 0   | 12.4 | .542 | .125 | .718 | 1.5 | 2.8   | .3  | .0  | 3.6  |
| 2014–15           | «Сакраменто Кінґс»            | 30    | 0   | 20.7 | .459 | .231 | .789 | 2.5 | 4.7   | .6  | .1  | 5.7  |
| 2015–16           | «Міннесота Тімбервулвз»       | 26    | 0   | 10.8 | .621 | .250 | .789 | .9  | 2.2   | .3  | .0  | 3.4  |
| 2015–16           | «Сан-Антоніо Сперс»           | 13    | 4   | 13.9 | .479 | .250 | .692 | 2.1 | 2.2   | .5  | .0  | 4.3  |
| Усього за кар'єру | Усього за кар'єру             | 1,304 | 939 | 30.9 | .461 | .217 | .807 | 3.7 | 6.5   | 1.2 | .2  | 12.5 |

### Плей-оф
| Сезон             | Команда                       | GP | GS | MPG  | FG%  | 3P%  | FT%   | RPG | APG | SPG | BPG | PPG  |
| ----------------- | ----------------------------- | -- | -- | ---- | ---- | ---- | ----- | --- | --- | --- | --- | ---- |
| 2004              | «Денвер Наггетс»              | 5  | 5  | 34.8 | .472 | .000 | .818  | 4.6 | 3.2 | 1.6 | .0  | 15.4 |
| 2005              | «Денвер Наггетс»              | 5  | 5  | 36.8 | .424 | .500 | .719  | 5.2 | 5.2 | 2.0 | .2  | 16.2 |
| 2006              | «Денвер Наггетс»              | 5  | 5  | 36.4 | .442 | .000 | .824  | 4.4 | 7.2 | 1.0 | .2  | 16.4 |
| 2008              | «Філадельфія Севенті-Сіксерс» | 6  | 6  | 38.2 | .438 | .000 | .636  | 3.2 | 3.3 | .8  | .0  | 15.3 |
| 2009              | «Філадельфія Севенті-Сіксерс» | 6  | 6  | 43.0 | .475 | .300 | .824  | 6.3 | 5.3 | 1.2 | .2  | 21.2 |
| 2010              | «Портленд Трейл-Блейзерс»     | 6  | 6  | 35.0 | .405 | .429 | .775  | 3.2 | 6.0 | 1.2 | .2  | 15.7 |
| 2011              | «Портленд Трейл-Блейзерс»     | 6  | 6  | 32.3 | .493 | .400 | .792  | 3.2 | 5.5 | .3  | .0  | 14.8 |
| 2012              | «Денвер Наггетс»              | 7  | 0  | 28.6 | .425 | .571 | .867  | 5.6 | 6.0 | 1.3 | .1  | 11.3 |
| 2013              | «Денвер Наггетс»              | 6  | 0  | 25.7 | .420 | .455 | .778  | 3.3 | 3.8 | .3  | .0  | 14.0 |
| 2014              | «Вашингтон Візардс»           | 11 | 0  | 9.8  | .463 | .333 | .556  | 1.0 | .8  | .2  | .0  | 4.0  |
| 2016              | «Сан-Антоніо Сперс»           | 5  | 0  | 7.0  | .429 | .333 | 1.000 | 1.0 | 1.4 | .0  | .0  | 1.8  |
| Усього за кар'єру | Усього за кар'єру             | 68 | 39 | 28.4 | .446 | .383 | .768  | 3.5 | 4.1 | .9  | .1  | 12.6 |